# Belfast (Maine)
Belfast – miasto w Stanach Zjednoczonych, w stanie Maine, w hrabstwie Waldo.